# Поселичский сельсовет
Поселичский сельсовет (белор. Паселіцкі сельсавет) — административная единица на территории Хойникского района Гомельской области Республики Беларусь. Административный центр — деревня Поселичи.

## История

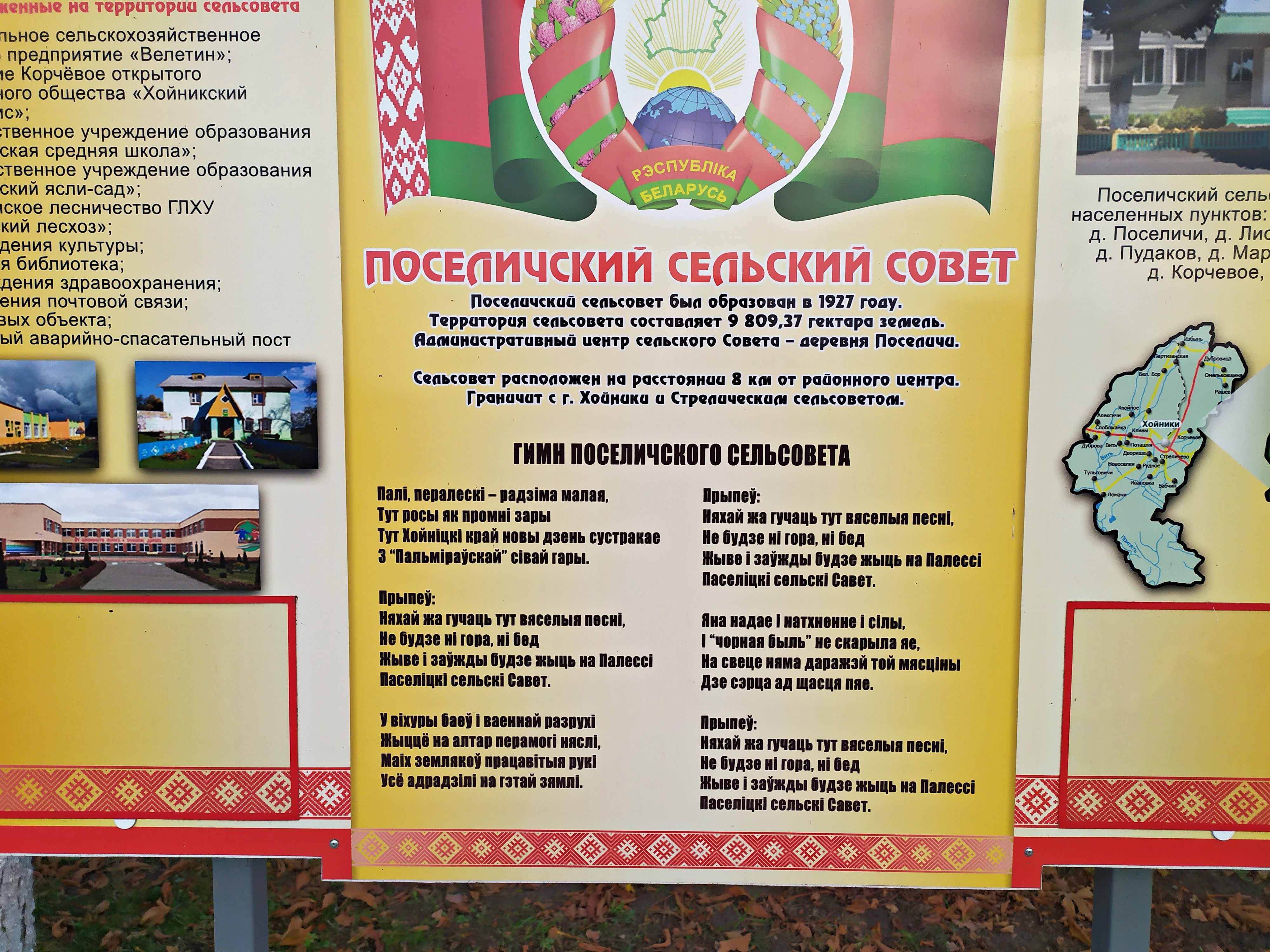

С 29 ноября 2005 года исключены из данных по учёту административно-территориальных и территориальных единиц населённых пунктов Каралин, Сокол.
В 2010 году упразднена деревня Горошков.

## Состав
Поселичский сельсовет включает 9 населённых пунктов:
- Велетин — агрогородок
- Звеняцкое — деревня
- Корчевое — деревня
- Листвин — деревня
- Мархлевск — деревня
- Октябрь — посёлок
- Петраш — посёлок
- Поселичи — деревня
- Пудаков — деревня

Упразднённые населённые пункты:
- Берестечко — деревня
- Горошков — деревня[2]
- Каралин — посёлок[1]
- Карпиловка — деревня
- Чирвоная Заря — посёлок
- Чирвоный Аратый — посёлок
- Сокол — посёлок[1]

## Численность
В 2011 году на территории сельсовета имелось 622 домовладений, в них проживало 1488 человек.
По состоянию на 1 января 2021 г. на территории сельсовета проживает 1031 человек, насчитывается 421 хозяйство.